# Вторият
Вторият е вторият студиен албум на българския поп-рок дует Дони и Момчил, издаден през 1994 година.. Албумът се издава от Union Media Records - продуцент и издател на български поп-рок музиканти Изпълнители са Добрин Векилов и Момчил Колев. Албумът е с продължителност 53 мин и 34 секунди.

## Песни
1. Малкият Принц (04:07)
2. Дива Роза (04:03)
3. Къщата на духовете (02:59)
4. Твоите очи (02:52)
5. Островът (04:25)
6. Нощта на просяка (03:09)
7. Утринна сянка (Импресия 1) (05:17)
8. Спящата тишина (Импресия 2) (02:53)
9. Сънят на славея (05:33)
10. Червената стая (03:51)
11. Я кажи ми, облаче ле бяло (02:26)
12. Малкият Принц (инструментал) (04:08)
13. Я кажи ми, облаче ле бяло (инструментал) (02:27)
14. Yoy're Always On My Mind (bonus track) (05:16)